# Der Mann, der zu viel wusste
Der Mann, der zu viel wusste (englisch The Man Who Knew Too Much) ist eine Sammlung von acht Kriminalgeschichten von Gilbert Keith Chesterton. Sie erschienen zunächst von 1920 bis 1922 in Zeitschriften, in Buchform erstmals 1922 im Londoner Verlag Cassell & Co. „In seinem Spürsinn und mit seiner Gabe, die geheimen Beweggründe des Täters zu erfassen, ist er dem unvergeßlichen Pater Brown verwandt. Wie dieser löst er seine Fälle auf höchst unkonventionelle Weise und hat seine eigene Art, mit seinem Wissen umzugehen.“ In jeder Geschichte befasst sich der Hobby-Detektiv Horne Fisher mit einem anderen seltsamen Rätsel – dem Verschwinden einer unschätzbar wertvollen Münze, der Verfolgung eines irischen Freiheitskämpfers, einem exzentrischen reichen Mann, der während einer besessenen Angeltour stirbt, einem anderen, der während einer Schlittschuhfahrt zu Tode kommt, sowie einer Statue, die seinen eigenen Onkel zermalmt.

## Hintergrund

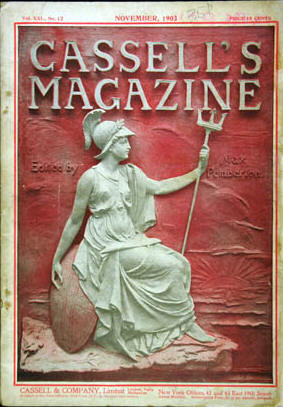
Cassell's Magazine. Cover der Ausgabe von 1903

Chesterton schrieb die Erzählungen um Horne Fisher neben seinen humoristischen Father-Brown-Geschichten, zunächst als einzelne Kriminalerzählungen für verschiedene Zeitschriften. Sie erschienen zwischen April 1920 und Oktober 1922 im amerikanischen Harper’s Magazine und zeitversetzt in den britischen Zeitschriften Cassell’s Magazine of Fiction und Storyteller; letztere hatte seit 1910 Chestertons Geschichten um Father Brown im Programm. Chesterton rundete die zuvor einzeln erschienenen Erzählungen mit einer letzten Folge ab, um eine romanhafte Linie anzudeuten: „Ein Journalist gewinnt bei jedem Abenteuer neue Erkenntnisse, die in eine Zeitschrift münden werden“, schrieb Elmar Schenkel im Nachwort der Neuausgabe; „eine ähnliche Entwicklung durchläuft Horne Fisher, dessen wachsende Desillusion in den Tod führt.“ Als die Geschichten in Buchform 1922 erschienen, „wurden sie von der Kritik nur mäßig aufgenommen.“

## Die Erzählungen um Horne Fisher und Howard Marsh

### Das Gesicht in der Schießscheibe (The Face in the Target)
Bei einer Wanderung nahe einem Landsitz, den er beabsichtigt bald aufzusuchen, lernt der aufstrebende Journalist und Sozialkritiker Howard Marsh den jungen Horne Fisher kennen. Sie beobachten während ihrer Unterhaltung einen Autounfall an einer abschüssigen Stelle in der Nähe und können nur noch den Tod des Insassen feststellen. Darauf begeben sie sich auf die Suche nach dem Ort, von dem aus der Fahrer des Wagens gekommen sein musste. Dabei entdecken sie eine Schießscheibe, auf der Einschüsse ein Gesicht bilden. Darauf geraten sie in eine Jagdgesellschaft um den berühmten Großwildjäger Lord Burke; zu der Gruppe gehört auch ein gewisser Jenkins, dessen Schießkünste allgemein als miserabel gelten. Mit einem plumpen Trick – er zieht die Konturen des Gesichts auf der Schießscheibe mit Phosphor nach – ist schließlich Fisher klar, dass nur Jenkins als Täter in Frage kommt, ein Mann, der seine mangelnden Fähigkeiten als Schütze nur vorgetäuscht hatte und den Mord begangen hatte.
Doch die Polizei kommt bei ihren Untersuchungen zum Schluss, dass der Fahrer des Wagens einen Unfalltod starb. „Aber Sie wissen, dass es nicht stimmt“, entgegnete sein Freund Marsh, und Horne antwortete: „Ich sagte Ihnen schon, dass ich zuviel weiß. [...] Ich weiß das – und vieles andere. Ich kenne das Umfeld, und weiß, wie die ganze Sache läuft.“

### Der Prinz, der sich unsichtbar machen konnte (The Vanishing Prince)

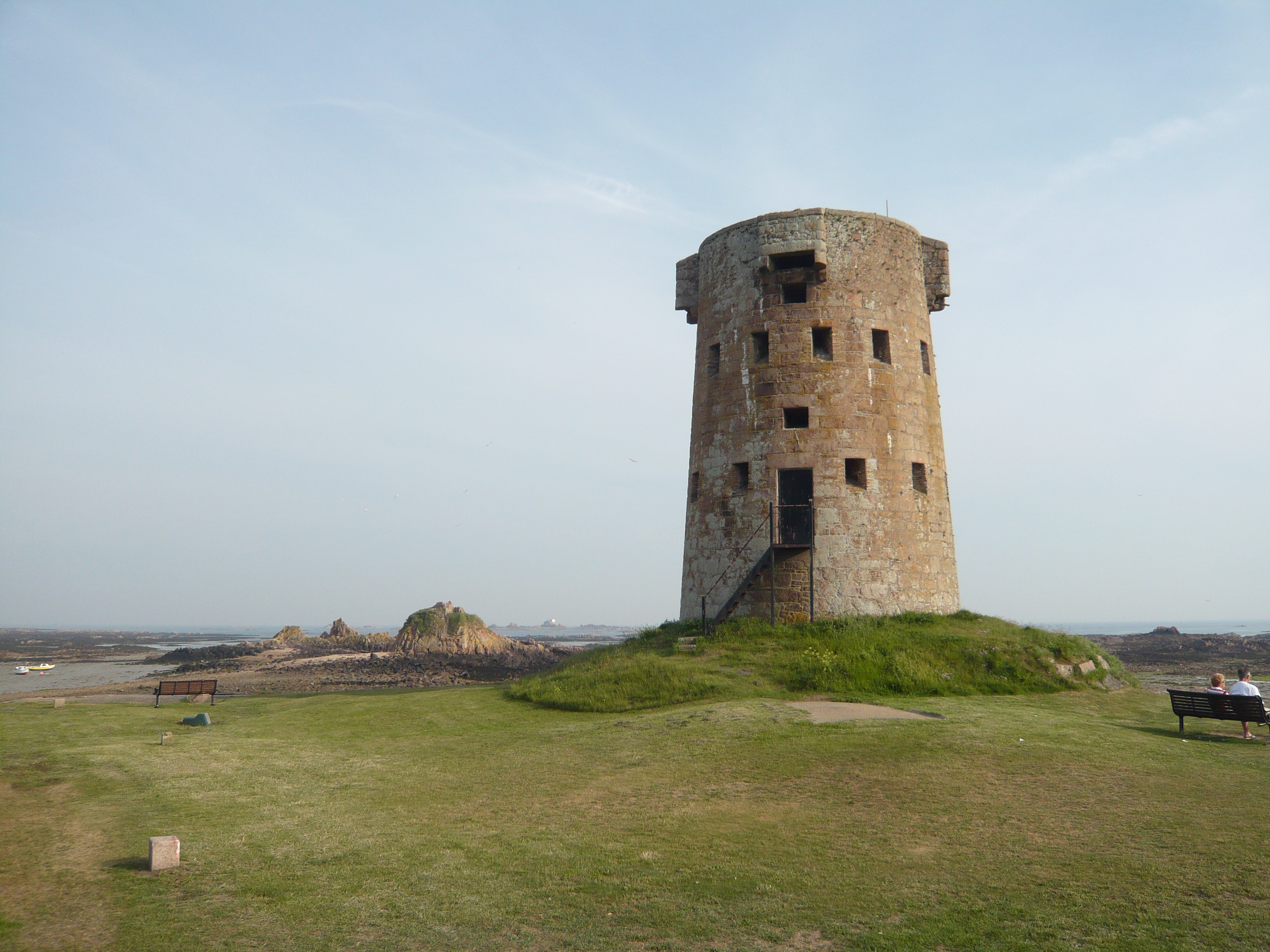
Der Hocq Tower in Jersey, ähnlich dem von Chesterton beschriebenen Rundturm

Auf der Suche nach dem irischen Freiheitskämpfer Michael O’Neill kommt es, dass Horne Fischer sich mit mehreren Polizisten und einem Kriminalbeamten namens Hooker Wilson auf die Suche nach dem flüchtigen Rebellen macht. Sie umstellen einen alten Turm und verteilen sich so, dass Michael O’Neill eine Flucht unmöglich gemacht wird. Beim Eindringen kommt schließlich ein Polizist bei einer Explosion zu Tode, ein weiterer wird beim Sturz von der Leiter tödlich verletzt. Bei der Suche nach dem Übeltäter stellt man fest, dass der Gesuchte im Turm unauffindbar ist. Tatsächlich hat Wilson die Morde verübt. Dann versucht er, dem Rebellen die Schuld für die beiden Morde zu geben, um sicherzustellen, dass dieser erhängt wird. Horne kann jedoch nachweisen, dass Hooker Wilson bei seinem Eindringen die Explosion ausgelöst hatte. Der Rebell, ansonsten ein Gentleman, ist inzwischen eingetroffen; er ist wütend und schießt auf Wilson, aber verwundet ihn nur. Fisher ist jedoch gezwungen, Michael zu verhaften.
Chesterton lässt seinen Helden resümieren: Wilson kam wieder auf die Beine, und wir konnten ihn überreden, in den Ruhestand zu gehen. Allerdings mussten wir diesen schändlichen Mörder eine Pension zubilligen, die üppiger war als alles, was je ein Held im Kampf für  England bekommen hat. Ich konnte Michael vor dem Schlimmsten bewahren, aber wir mussten diesen völlig Unschuldigen wegen eines Verbrechens ins Zuchthaus schicken, von dem wir wussten, dass er es nicht begangen hatte; erst später konnten wir ihn unter der Hand zur Flucht verhelfen.

### Die Seele eines Schülers (The Soul of the Schoolboy)
Der Schüler Summers Minor unternimmt mit seinem Onkel, Hochwürden Thomas Twyford, eine Tour durch London, um Sehenswürdigkeiten zu besichtigen. Der Onkel schlug ihm vor, den Aufbewahrungsort einer wertvollen Reliquie aufzusuchen, dem St. Paul's Penny. Dabei begegnen sie einem weiteren Besucher, einem geheimnisvollen Magier. Am Eingang müssen die Besucher aus Sicherheitsgründen ihre Taschen leeren; der Junge gibt einen Bindfaden und einen Hufeisen-Magneten ab, den Inhalt seiner Hosentasche. Die Aufsicht über die Schatzkammer hat ein Oberst Morris; Kustos und oberster Führer ein Mr. Symon. Als der Junge im Ausstellungsraum, in dem der St. Paul's Penny in einer nach oben offenen Vitrine liegt, versehentlich an einem herunter hängenden Stück Draht zieht, wird es plötzlich dunkel in dem Raum. Bald darauf entfernt sich der Junge durch einen Lüftungsschacht. Als es wieder hell wird, erscheint Morris mit zwei neuen Besuchern; es sind Horne Fisher und Howard Marsh. Nachdem zunächst der Magier in den Verdacht gerät, die Münze entwendet zu haben, kann Horne nachweisen; dass Aufseher Morris den St. Paul's Penny gestohlen hat, nachdem der Bindfaden und der Spielzeug-Magnet die „Schülerseele“ in ihm geweckt habe. Er nahm bei der Aufsicht die Besitztümer des Neffen an sich, um den Penny zu entwenden.

### Der bodenlose Brunnen (The Bottomless Well)
Im Mittleren Osten ist Horne Fisher gerade zu Besuch in einen englischen Club, als es zum Tode des General Hastings kommt. Der Verdacht der Behörden konzentriert auf den Nebenbuhler Boyle, der ein Verhältnis mit Hastings’ jungen Gattin hat. Horne Fisher kann nachweisen, dass Hastings, beim Versuch, Boyle mit Gift im Kaffee zu beseitigen, versehentlich die auf drehbaren Bücherregalen stehenden Tassen vertauschte und selbst zu Tode kam, in dem Moment, als er Boyle in den „bodenlosen Brunnen“ stoßen wollte. Um die Interessen des Empires zu wahren, wird der Fall von den Kolonialbehörden vertuscht.

### Das Loch in der Mauer (The Hole in the Wall)
Horne Fisher ist zu Besuch auf dem Landsitz Prior’s Park von Lord Bulmer. Eingeladen sind auch ein Anwalt und Hobby-Antiquar aus London namens James Haddow sowie Leonard Crane, ein Geschäftsmann und Architekt. Crane möchte Lord Bulmers Schwester heiraten und sucht bei diesem Treffen die Aussprache mit dem Adligen, der diese morganatische Verbindung ablehnt. Als Fischer nachts die Geräusche eines Kampfes vernimmt und die Suche nach Lord Bulmer ergebnislos verläuft, fällt der Verdacht, ihn ermordet zu haben, zunächst auf Crane, zumal der sich am Vortag mit Lord Bulmer einen Schwertkampf in historischen Gewändern geleistet hatte. Doch Fisher sichtete derweil historische Quellen und konnte ermitteln, dass Prior’s Park früher tatsächlich ein Kloster war, das ein Vorfahr des Lords in der Tudorzeit den Geistlichen entrissen hatte. Jener Ahn hatte den letzten Abt, der sich noch zur Wehr gesetzt hatte, ermordet und in einem tiefen Brunnen vor dem Klostergebäude versenkt. Um die historischen Bezüge zu tilgen, hatte man diesen Brunnen mit einem künstlichen Teich verborgen und einen ominösen Mister Prior erfunden, dem das Anwesen gehört haben soll. Haddow hatte dieses Geheimnis gelüftet und als späte Rache an dem arroganten Adligen in der Nacht vor seiner Abreise das Eis über dieser Stelle im Teich angesägt, in der dann Lord Bulmer am nächsten Tag bei seinem Eislauf fiel.

### Der Tick des Anglers (The Fad of the Fisherman)
Horne Fisher und Howard Marsh reisen unabhängig voneinander zu einem Landsitz, auf dem der Premierminister weilt. Fisher kennt ihn seit seiner Kindheit; Marsh ist inzwischen angesehener Journalist. Auf seiner Anreise mit einem Ruderboot beobachtet Marsh das ominöse Verschwinden eines Mannes, der von einem entgegenkommenden Boot aus sich auf eine Brücke hochzieht.

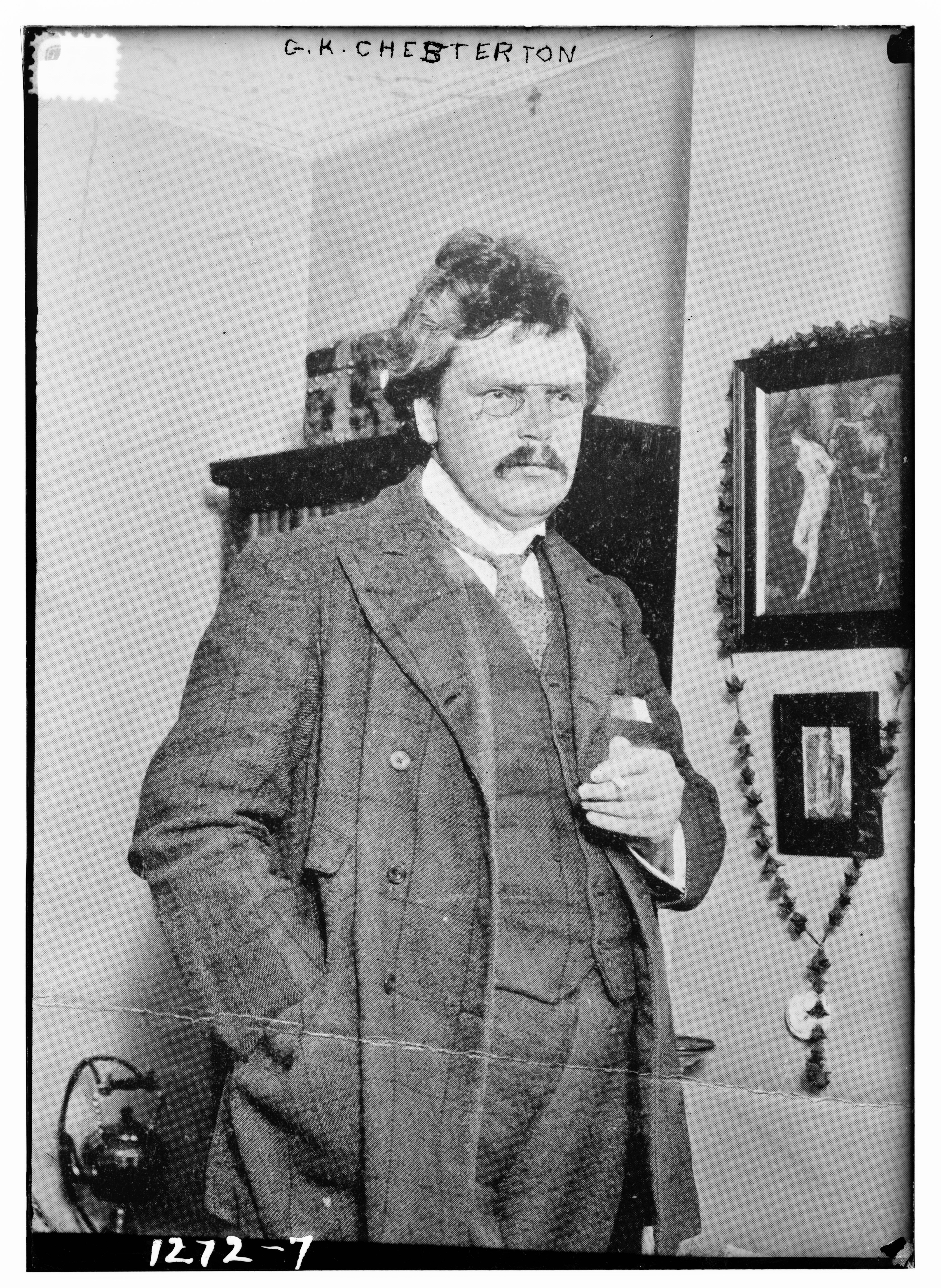
G.K. Chesterton 1915

Indessen war Horne Marsh auf dem Landsitz angekommen. Im Garten trifft er auf den Neffen und Privatsekretär
des Hausherrn, James Bullen, genannt Bunker. Anschließend begegnet er dem Herzog von Westmoreland und dem Kronanwalt Sir John Harker. Der Hausherr selbst, der zwielichtige Zeitungsmagnat Sir Isaac Hook, sitzt derweil am Flussufer und angelt. Am Abend begegnet Fisher beim Dinner Premier Lord Merivale, der am nächsten Morgen abreist, um eine wichtige Rede zur aktuellen außenpolitischen Krise zu halten.
Am Nachmittag trifft nun Howard Marsh ein. Dieser bringt eine Zeitung mit, in der Teile der Rede abgedruckt sind, was die Runde in Aufruhr versetzt; man überlegt, ob Sir Isaac gestört werden soll, um ihn darüber in Kenntnis zu setzen. Der exzentrische Herzog kehrt von einem Versuch mit dem Adligen zu reden ratlos zurück. Darauf stellen die Anwesenden den Tod Sir Isaac Hooks durch Erdrosseln fest. Während Kronanwalt Harker forsch die Vorermittlungen an sich reißt, bricht der Neffe zusammen, aus Furcht, der Hauptverdächtige zu sein. Unterdessen findet Harker, während er ihm unliebsame Papiere vernichtet, einen an Hook gerichteten Drohbrief, in dem von einem Hugo ihm mit dem Tode gedroht wurde. In der Beschreibung jenes Mannes, einem ehemaligen Bediensteten des Hausherrn, erkennt Marsh jenen Unbekannten auf dem Boot wieder.
Fisher erkennt schon bald, dass der flüchtige Hugo den Mord nicht begangen haben kann, denn er schlussfolgert, dass Hook schon am Vorabend ermordet worden sein muss. Alle, die den Hausherrn angeblich lebend gesehen hatten, schwiegen, aus der Angst heraus, selbst in Verdacht zu geraten. Für Fisher kommt nur ein Täter in Frage, der am Morgen abgereiste Premier. Doch dessen politische Mission, bei der ein Krieg verhindert werde, sei ungleich bedeutsamer als der Tod eines "Quälgeistes".

### Der Narr der Familie (The Temple of Silence)
Für Howard Marsh erscheint es so, dass er zwar Fishers in den höchsten Kreisen weit verzweigte Verwandtschaft zu kennen glaubt, nicht jedoch dessen eigene Familie. Schließlich erfährt er, dass sein Freund einen Bruder hat, den wohlhabenden und einflussreichen Sir Henry Harland Fisher, und noch einen weiteren Bruder, den in Indien lebenden Ashton Fisher. Als er bei einem Besuch bei Sir Henry Howard Marsh erlebt, wie Horne Fisher herablassend von seinem Bruder behandelt wird, erklärt ihm Horne, er sei eben „der Narr der Familie“. In der Politik sei er ein Versager gewesen, meint Fisher und erzählt darauf seinem Freund, wie es dazu gekommen war.
In seinen jungen Jahren war sein Bruder, damals Harry genannt, Privatsekretär des Außenministers; Lord Saltoun. Bei einer Familienfeier, bei der auch Saltoun zugegen ist, kommt es zum Eklat, als Horne heftig die politische Lage der kleinen Landbesitzer kritisiert. Während sein Bruder ironisch meint, er könne doch eine Bauernpartei gründen, zeigt Lord Saltoun Verständnis für Hornes Ansichten.
Für alle überraschend nimmt Horne den Vorschlag seines Bruders an. Er kandidiert und zieht mit Harry in Somerset in den Wahlkampf; dabei ist er sehr erfolgreich, da er als einziger die Probleme der Landbevölkerung thematisiert. Dabei untersucht Fisher auch die Machenschaften des zwielichtigen Gutsbesitzers Sir Francis Verner, der unter dubiosen Umständen an seinen Besitz gekommen sein soll.
In der Stadt begegnet Horne Fisher seinem Gegenkandidaten von der Reformpartei, dem jungen Eric Hughes und dessen Wahlkampfleiter Elijah Gryce. Er folgt Gryce eine Weile, bis er ihn anspricht und um ein Gespräch bittet. Im Laufe der Unterredung macht Fisher den Vorschlag, seine Kandidatur zurückzuziehen, wenn man sich auf den gemeinsamen Kampf gegen den Abgeordneten Verner einigen könne, unter der Voraussetzung, dass die Vorwürfe gegen den Gutsherrn stimmen. Gryce zeigt sich offen für Fishers Idee und ist sich sicher, dass die Vorwürfe belegt seien. Als Fisher von ihm fordert, diese Wahrheiten im Wahlkampf offen auszusprechen, wird Gryce ausweichend und verfällt auf allgemeine Floskeln.

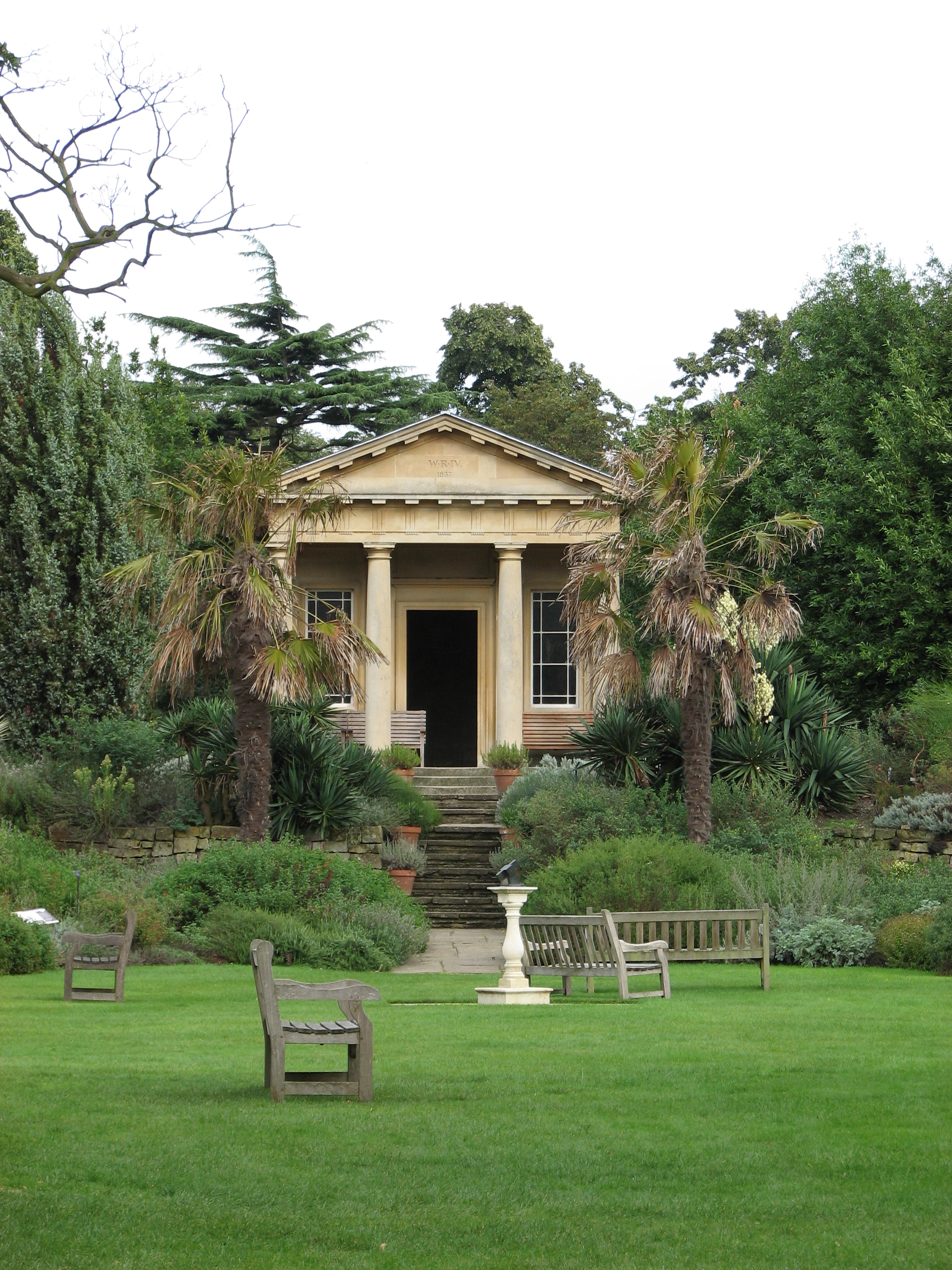
Der Gartentempel Kew Gardens im Londoner Stadtteil Kew ähnelt der von Chesterton beschriebenen Anlage

Auf seinem Weg kommt Fisher schließlich am besagten Landsitz Verners vorbei. Nachdem er durch ein Loch in der Mauer das weitläufige Gelände betreten hat, beobachtet er einen Wilderer und stellt ihn in flagranti auf einer Halbinsel im See des Landsitzes, auf dem sich auch ein geheimnisvoller Gartentempel befindet. Er habe nicht die Absicht ihn zu verraten, versichert ihm Horne. Von dem Wilderer namens Long John erfährt er, dass der Besitz Verners ursprünglich seiner Familie gehört habe. Nachdem er den Mann hat laufen lassen, betritt er das Wohnhaus Verners und stellt den Besitzer zur Rede; er fordert von ihm seinen Parlamentssitz aufzugeben, der dies brüsk zurückweist.
Nachts kehrt Fisher auf die Halbinsel zurück, um in das Innere des Tempels zu gelangen. Kurz bevor er eintreten kann, springen mehrere Männer von den umliegenden Bäumen, verprügeln ihn und zerren ihn in das Innere des Tempels. Beim Verlassen des Raums merken sie nicht, dass sie den letzten ihrer Gruppe aus Versehen mit eingesperrt haben. Dieser klopft zwar gegen die Tür, bleibt aber stumm. Fisher folgert daraus, dass ihm der Mann bekannt ist. Seine Mutmaßungen werden von einem Gewitter unterbrochen; als ein Blitz den Nachthimmel erhellt, erkennt er seinen Bruder Harry. Zunächst teilt ihm Horne seine Mutmaßungen über den Tempel mit, der wie ein Boudoir eingerichtet ist. Hawker, der Vorbesitzer, war Bigamist und hatte seine erste Frau eingesperrt. Dort kam ein Junge zur Welt, der inzwischen als Wilderer auf dem Gelände unterwegs ist und sein Recht einfordert. Hawker heiratete eine Jüdin; Verner entdeckte das Geheimnis und erpresste Hawker.
Als Horne dann von seinem Bruder wissen will, warum er entführt werden sollte, erfährt er, dass er Gegenstand einer politischen Intrige war; seine Kandidatur sollte nur dazu dienen, die Reformpartei zu spalten und Verner zum Erfolg zu verhelfen, da wichtige Staatsangelegenheiten auf dem Spiel stünden. Als Horne mit seiner Geschichte ans Ende kommt, betritt er mit seinem Freund einen öffentlichen Park mit einem See. In dem Tempel auf der Halbinsel habe er seinen Wohnsitz. Er habe zwar die Wahl gewonnen, sei aber nie ins Parlament gekommen. Jetzt spiele sich sein Leben zurückgezogen auf dieser Halbinsel ab.

### Die Rache der Statue (The Vengeance of the Statue)
In der abschließenden Episode trifft Horne Fisher seinen Freund ein letztes Mal; Howard Marsh ist inzwischen ein angesehener Journalist mit der Chance, eine unabhängige Zeitung herauszugeben. Er hofft bei dem Treffen, den alten Freund zur Mitarbeit bewegen zu können, um politische Missstände aufzudecken. Doch Fisher geht nicht auf das Angebot ein; er sei zu sehr verwandtschaftlich mit den Spitzen des Staates verbunden, und er sei stolz auf seine Familie. Als Gegenvorschlag lädt er seinen Freund zu einem Treffen seines geheimen Herrenclubs nach Kent ein, um ihm Gelegenheit zu geben, sich seine eigene Meinung über Fishers politische Absichten zu bilden. Dort angekommen, trifft Marsh auf eine Runde alter Männer, den Schatzkanzler Lord James Herries, auf Sir David Archer, den Außenminister und auf Fishers Onkel, den farblosen Landadligen Horne Hewitt, der mit einer geheimen außenpolitischen Mission beauftragt war. Anwesend ist auch ein Polizeibeamter namens Dr. Prince, ehemaliger Polizeiarzt und nun als Leibwächter der Gruppe abgestellt. Fisher klärt seinen Freund auf, er wolle verhindern, dass jemand aus der Gruppe versuchen will, an die Geheimpapiere im Besitz seines Onkels zu gelangen; er werde verhindern, dass dies gelänge.

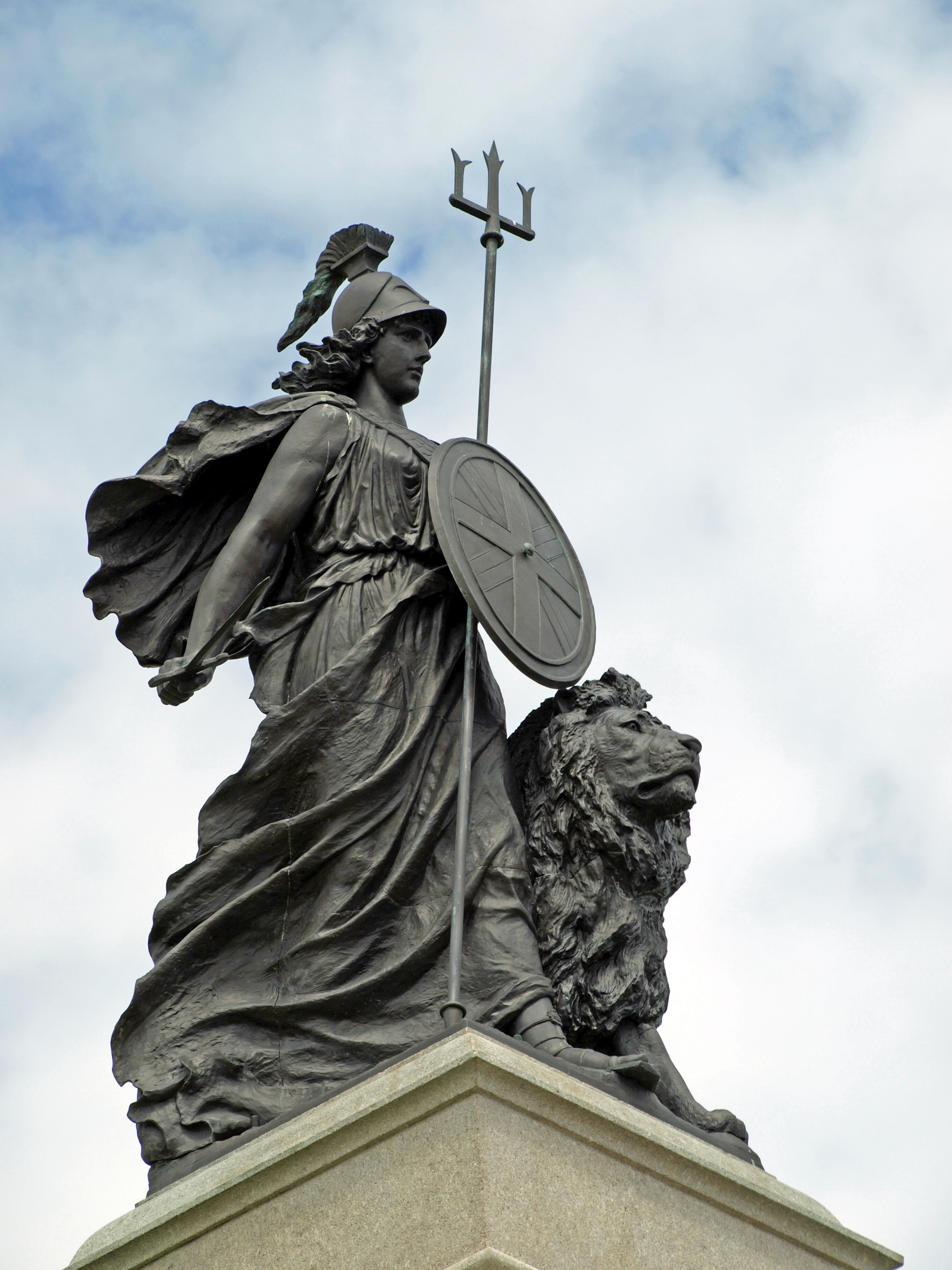
Die Britannia in Plymouth

Am nächsten Morgen erfährt die Runde, dass Hewitt ermordet unter einer Statue im Garten liegt. Dr. Prince geht davon aus, dass der Mörder die Statue auf den Mann gestürzt hat. Rätselhaft bleibt allerdings, wie es gelungen sein kann, Hewitt vorher den Rock auszuziehen; auch befinde sich an Hewitts Schwert nur wenig Blut. Während der Ermittlungen nimmt Fisher seinen Freund zur Seite, entfernt sich von der Gruppe und gesteht ihm, dass er seinen Onkel getötet habe, denn er habe herausgefunden, Hewitt selbst sei der Spion gewesen. Nachdem Fisher zugegeben hat, dass es ein zweites Schwert gab, schlussfolgert Marsh, dass Hewitt bei einem Duell starb und Fisher einen Kratzer im Gesicht erfuhr. So kommt die letzte Erzählung um Horne Fisher zu einem patriotisch guten Ende, als mittels einer umstürzenden Britannia-Statue der schlimmste Vaterlandsverräter gestellt wird. Die Geschichte endet damit, dass Fisher mit Marsh ans Meer fährt und sich, nachdem er sich von seinem Freund verabschiedet hat, mit einer einfachen Rakete in die Luft sprengt.

## Die literarischen Figuren des Horne Fisher und Howard Marsh
„Wer Chesterton für einen harmlosen katholischen Humoristen abtun (oder zu einem solchen erheben) möchte, wird bei diesem Werk [...] erstmals auf Granit beißen“, meinte Elmar Schenkel. Der Mann, der zu viel wusste stelle vielmehr aus verschiedenen Gründen „einen Gang in die Unterwelt“ dar, „die zugleich die Höhen der Politik beleuchtet.“ In den Geschichten werde deutlich, dass Horne Fisher „ein moderner Hamlet ist, der nicht handeln kann und darf. Er weiß viel, zu viel, und deshalb sind ihm die Hände gebunden. Würde er die Schuldigen benennen, so könnte der Feind Staatsgeheimnisse erhalten, es könnte ein Bürgerkrieg ausbrechen oder das britische Empire untergehen. Horne Fisher ist ein Erbe dieser unsicheren Zeit, aber eben ein gelähmter Detektiv, ein durch sein Wissen paranoid Gewordener. [...] Es ist die Staatsräson, es sind ethische Gründe, die den Verrat verbieten oder größeres Unheil verhindern wollen, indem Korruption und Immoralität in den höchsten Kreisen verschwiegen werden.“
„Alle Meisterdetektive der grossen Tradition sind unweigerlich Varianten und gleichzeitig Gegenentwürfe zu Sherlock Holmes“, schrieb Werner von Koppenfels; „und der scheinbar so lethargische Horne Fisher, vorzeitig kahl, mit Sorgenfalten, schläfrigen Lidern und defaitistisch herabhängendem Schnurrbart“, gehöre auf seine Weise zu den originellsten Typen in dieser Nachfolge. Fishers Lösungen seien stets „höchst paradox und brillant, aber sie bleiben skandalöserweise für die Schurken folgenlos, denn was er aufdeckt, muss sogleich wieder zugedeckt werden.“

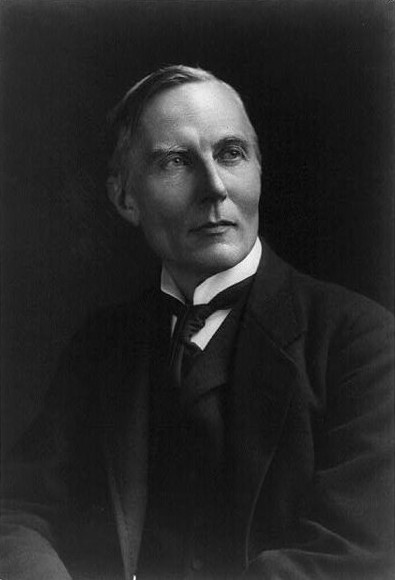
Herbert Fisher

Schenkel vermutet, dass Chesterton mit Horne Fisher ein „reales Vorbild porträtieren wollte“; dessen Nachname deute auf Herbert Albert Laurens Fisher (1861–1940) hin, der nicht nur der Cousin von Virginia Woolf, sondern auch Historiker und Bildungsminister war, im Beratungsgremium des Königs saß und in höchsten Kreisen verkehrte. Ein anderes mögliches Vorbild sei der Schriftsteller Maurice Baring, der mit Chesterton ein Leben lang befreundet war, der Bankiersfamilie Barings entstammte und „so etwas wie der Narr der Familie“ war.

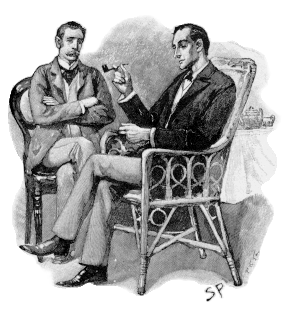
Dr. Watson (links) und Sherlock Holmes in einer Darstellung von Sidney Paget

Chesterton-Kenner Dale Ahlquist, Vorsitzender der American Chesterton Society, widerspricht solchen Spekulationen; Horne Fisher würde zwar zu Barings physischer Beschreibung passen, ebenso sei ein angesehenes Mitglied der Oberschicht und „er scheint jeden und alles zu kennen. Die Ähnlichkeit endet jedoch dort. So wie Pater Brown nicht gerade Pater John O'Connor ist, ist Horne Fisher auch nicht genau Maurice Baring. In jedem Fall war der echte Baring ein charmanter, umgänglicher Gentleman, der zu lachen wusste und keine Angst hatte, sich lächerlich zu machen, während er bei geselligen Zusammenkünften ein volles Weinglas auf seinem kahlen Kopf balancierte. Horne Fisher fehlt es deutlich an Charme und Humor.“ Nach Ansicht Ahlquists solle man den Baring-Aspekt eher vernachlässigen und den Blick darauf lenken, wie viel Chesterton in der Figur Horne Fisher sei; wie Fisher hatte der Autor „entdeckt, wie dunkel und wie schrecklich Verbrechen mit dem Gesetz verwickelt sein können“. Ahlquist stellt die (hypothetische) Frage, ob Fisher einfach sein Sprachrohr sei, „um die Dinge, die er sagen will, ohne Zurückhaltung zu sagen, um eine Katharsis für seine Frustration über das verankerte und korrupte System zu sein.“ Ahlquist weist darauf hin, dass Chesterton wenige Jahre zuvor seinen geliebten Bruder vor Gericht sehen musste, als er von einer geschäftlichen und politischen Verschwörung betroffen war, die selbst nicht geahndet wurde. Dennoch habe Fisher wenig von Chestertons Grundhaltungen; „Horne Fisher ist freudlos. Er ist ein Pessimist. Und er ist ohne Rückgrat. Es gibt keine Möglichkeit, eine solche Beschreibung von Gilbert Keith Chesterton beizubehalten. Im Gegensatz zu Fisher habe Chesterton keine Angst gehabt, nach Gerechtigkeit zu rufen, egal was es kostete. Er habe vielmehr gehofft, in der Menschheit ein Publikum zu erreichen, das zu wenig wisse.“
Hinsichtlich des „zu viel Wissens“ des Protagonisten zitiert Ahlquist eine Passage, in der aus Ehrfurcht vor Fishers Verständnis der Fakten ihm ein anderer sagt:
„Fisher, ich sollte sagen, dass das, was Sie nicht wissen, es nicht wert ist, es zu wissen.“
„Sie liegen falsch“, antwortet Fisher mit einer sehr ungewöhnlichen Plötzlichkeit und sogar Bitterkeit. „Ich weiß, dass es nicht wert ist, darüber informiert zu werden.“
Nach Ansicht von Ahlquist wäre Horne Fisher viel glücklicher, wenn er weniger wüsste als sein Gegenüber. „Er ist mit der Bürde belastet, die „Schattenseiten der Dinge“ zu kennen, die stinkende Korruption in den Höhen von Reichtum und Macht. Er schleppt sich träge von einem erstaunlichen, entsetzlichen Ereignis zum nächsten, holt Leichen aus Autos und Brunnen und fasst die Situation mit kühler Verachtung zusammen. Aber er kann niemals die Verbrechen melden, die er aufdeckt, weil die Regierungen fallen, der Ruf ruiniert oder die Aristokraten sich winden könnten.“ So könne der Leser von Horne Fisher zwar die Wahrheit über die Ereignisse erfahren, aber nicht Gerechtigkeit erleben. Das sei so, weil Fisher das Problem habe, selbst ein mitschuldiges Mitglied der Klasse der kriminellen Regierenden zu sein.
Ahlquist weist darauf hin, dass Chestertons Buch nicht als Roman, sondern als Sammlung unabhängiger Geschichten zu betrachten sei. Dennoch vollziehe sich im Verlauf der acht Erzählungen eine Entwicklung des zweiten Charakters von Fischers Kumpel, des Journalisten Howard Marsh, der in diesen Geschichten die Watson-Rolle spiele. „Zeitungsjournalisten zu Chestertons Zeiten hatten eine völlig falsche Vorstellung von den glänzenden Tugenden der Reichen und Mächtigen“, betont Ahlquist, „aber dank der Zusammenarbeit mit Fisher erfährt March die verdorbene Wahrheit. Und am Ende verprügelt er Fisher wegen seiner Untätigkeit.“ Nach Ansicht Ahlquists spreche damit Marsh das aus, was der Leser schon immer sagen wollte. Aber dann drehe Fisher den Spieß herum (und damit den Leser), indem er seine Familie und seinen Kreis verteidige. „Es ist eine bescheidene, durch und durch christlich und strenggläubige, und eine nachdenklich anregende Verteidigung“:
„Haben Sie wirklich geglaubt, dass am Grund ihrer Herzen nur Böses ist? Dass ich in dem tiefen Meer, in dem die Vorsehung mich geworfen hat, nichts als Unflat gefunden habe? Verlassen Sie sich darauf: Das Beste im Menschen erkennt man erst, wenn man das Schlimmste von ihm weiß. [...] Ich sage Ihnen, dass für diese reichen Narren und Gauner eines ebenso gilt wie für den ärmsten Straßenräuber und Taschendieb: dass nur Gott weiß, wie gut sie versucht haben zu sein. Gott allein weiß, was das Gewissen überleben kann oder wie jemand, der seine Ehre verloren hat, trotzdem versuchen wird, seine Seele zu retten.“

### Aspekte der Satire und des Humors
Schon die erste Erzählung um Horne Fisher und Howard Marsh – The Face in the Target – ist eine Geschichte, die sich etwas von der gewöhnlichen Kriminalgeschichte unterscheidet, in der Verbrechen, Beweise, das Urteil des Kriminalbeamten und Erklärungen aufeinander folgen – weder March noch wir sind zuversichtlich hinsichtlich Fishers Kunst, den Täter zu überführen. vielmehr ist die erste Story „eine weitere Variante des Themas Mörder als Künstler.“
„Die Geschichte beginnt in einem Wirrwarr von Erzählungen um einen Namen, die gleichzeitig neu und legendär sind“, führte Chesterton den Leser in die Erzählung The Vanishing Prince ein. So entgeht Michael in einer ersten Episode der Entdeckung, indem er als Vogelscheuche auf dem Feld steht, während die kurzsichtige Polizist ziemlich ungeduldig vorbeikommt und ihn nicht entdeckt. Damit steht The Vanishing Prince in Verbindung mit den Mystery-Stories im Werk Chestertons, ähnlich dessen Erzählungen The Man Who Shot the Fox, The Five of Swords, The Noticeable Conduct of Professor Chadd, The Moderate Murderer und The Tower of Treason.

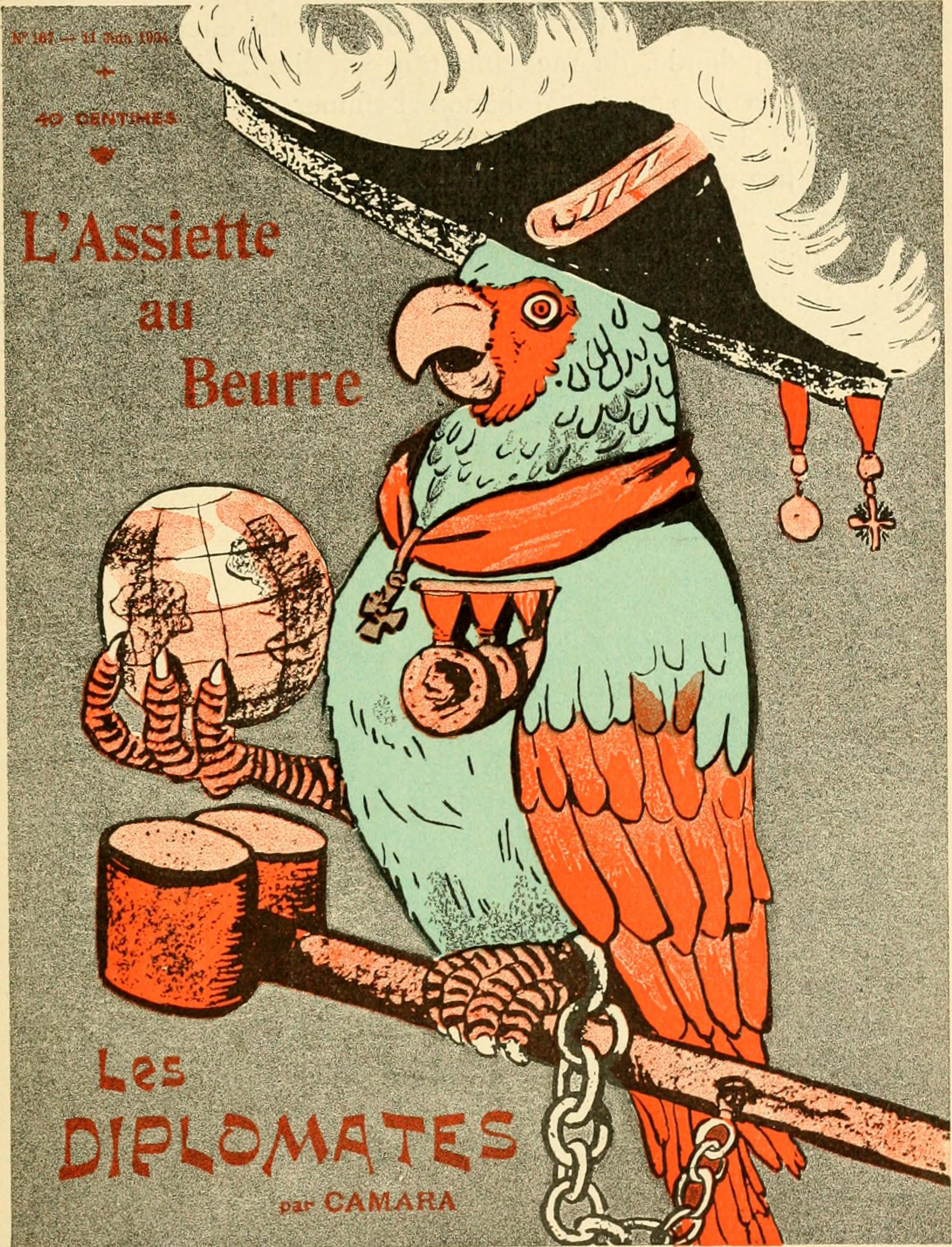
Karikatur von:Carl Gustaf Johannes Laurin, 1910

„Was eine Inversion bedeutet, macht Chesterton in The Soul of the Schoolboy besonders deutlich“, schrieb Rudolf Matthias Fabritius über das Komische im Erzählwerk G. K. Chestertons. In dieser Erzählung unternehmen ein Onkel und sein Neffe, ein Schuljunge, eine Fahrt durch London. „Hervorgehoben als die bedeutendere Person wird jedoch nicht der Onkel, sondern der junge Neffe, der bei dieser Unternehmung das Heft des Handelns in der Hand hat. Elemente der Komik zeigt auch der Beginn von The Hole in the Wall, als sich nicht nur die Vorliebe des Autors für Polysemie des gleichen Worts, sondern auch die Homonymie zeigt: ‚Lord Bulmer in The Hole in the Wall macht einen Architekten mit einem Archäologen bekannt, weil architect und archeologist die gleiche Klanggemeinschaft besitzen. In einer ironischen-spaßigen Weise läßt Chesterton dann die Wortpaare diplomatist – dipsomaniac und rationcinator – rat-catcher folgen.‘“
In mehreren Erzählungen in The Man, Who Knew Too Much „begegnen wir den für ihr Amt ungeeigneten Politikern.“ schrieb Rudolf Matthias Fabritius in Das Komische im Erzählwerk G. K. Chestertons. „Ihr Mangel drückt sich mehr oder weniger in einem zum Normalen inkongruenten Aussehen aus.“ So besitzt der Finanzminister in The Face in the Target die Schädelrunde Major Bumpers und erinnert wegen seines Gesichtsausdrucks stark an einen Papageien, „eine für eine Staatsmann wenig schmeichelhafte Assoziation.“ Zu anderen drückt die Gestalt des Premierministers in The Venngeance of a Statue „ein Zuwenig an ‚Leben‘ und Lebensfähigkeit aus und wirkt deshalb komisch.“ (The Prime minister no longer looked looked a boy, though he still looked little like a baby).
Komische Aspekte tauchen auch in weiteren Erzählungen auf; „so wird uns in The Fad of the Fisherman ein Mann vorgestellt, der den ganzen Tag beim Angeln sitzt und seinen Posten erst bei Sonnenuntergang verlässt.“ Diese Story ist auch voll mysteriöser Ereignisse; gleichzeitig „voller Paradoxon, nicht zuletzt, dass der Mord eine Nation tatsächlich von der Korruption befreit. Dieses Mal ist der „große Fisch“, der davonkommt, ein Segen.“
„Stark abgeschwächt erscheint das Komische bei Sir David Archer, dem Außenminister in The Vengeance of the Statue“, schrieb Fabritius. „Ihm als Selfmademan bringt Chesterton, der der englischen Aristokratie kritisch gegenüberstand, mehr Sympathie entgegen und verzichtet desahlb auf scharfe karikierende Züge. Komisch wirken jedoch zwei widerspenstige Locke, die wie die Fühler eines riesigen Insekts erscheinen.“

## Rezeption

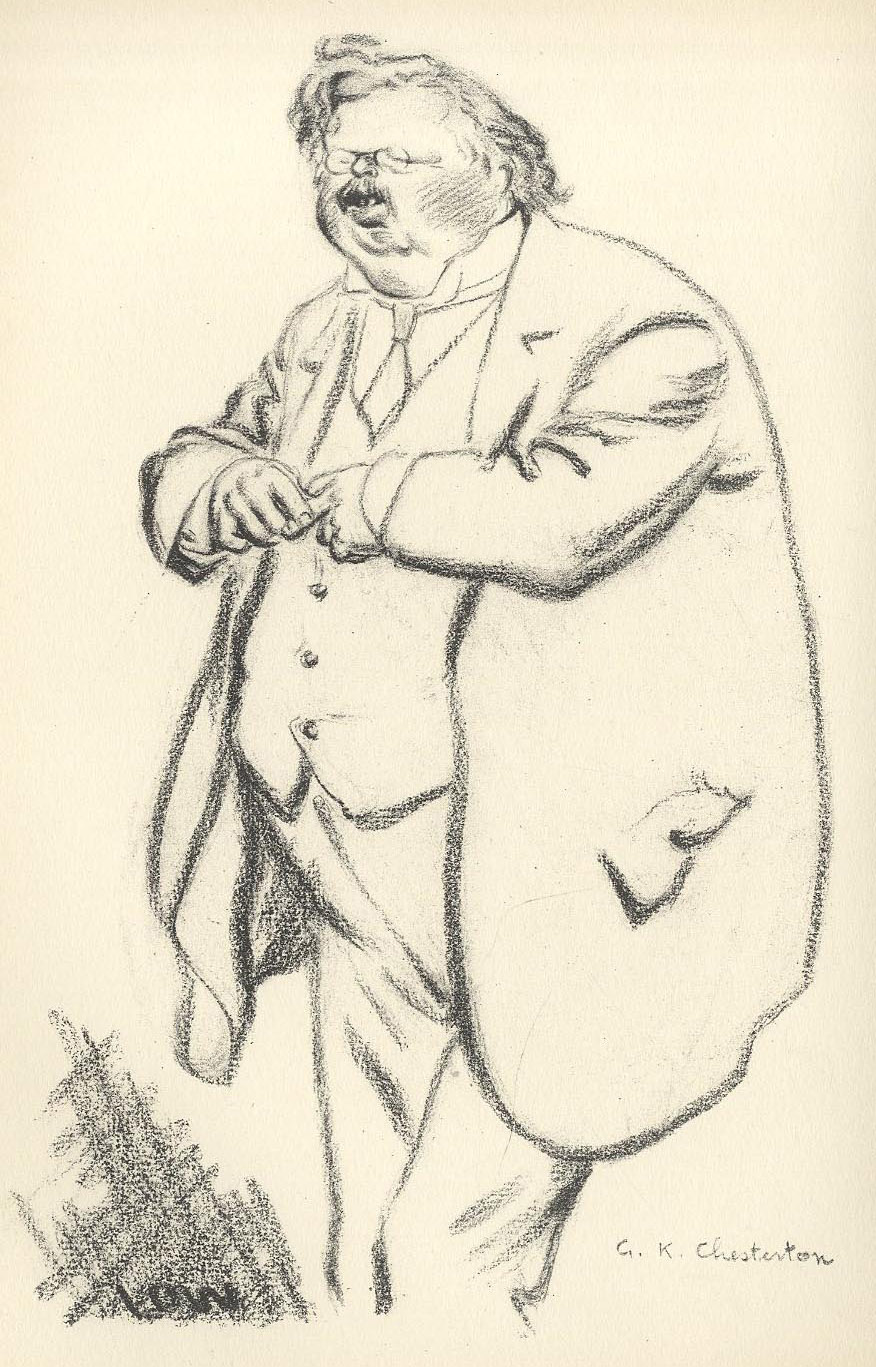
Karikatur G.K. Chestertons von 1928 in Lions and Lambs

Nach Ansicht von Dale Ahlquist (American Chesterton Society) sind die Geschichten „immer noch großartige Detektivgeschichten, von denen jede für sich steht“. The Hole in the Wall und The Vanishing Prince gehörten zu den besten Kriminalgeschichten, die Chesterton geschrieben hat. The Face in the Target sei ein schönes Beispiel für Chestertons wichtigsten Beitrag zur Gattung des Kriminalromanes: „die Idee des Fairplay mit dem Leser. Alle Hinweise sind da, aber der Leser ist immer noch überrascht. Krimis gelingen dort, wo andere Fiktionen scheitern, weil es darum geht, die Wahrheit zu finden. Es ist eine Befriedigung, das Rätsel zu lösen, auch wenn die Antwort nicht gefällt.“
Für Jürgen Kaube (Frankfurter Allgemeine Zeitung) ist „Chesterton einer der herrlichsten Schriftsteller aller Zeiten“. Der apathische Detektiv Horne Fisher müsse bei seinen Ermittlungen im Milieu der politischen Oberschicht verzweifelt erkennen, „dass Moral offenbar nicht immer das oberste Gebot zu sein scheint und die von ihm überführten Täter dementsprechend nicht ausliefert.“ Der Rezensent lobt nicht nur Chestertons intellektuellen Humor, sondern auch die für Detektivgeschichten eher ungewöhnlichen, sehr beeindruckenden englischen Landschaftsbilder.
Werner von Koppenfels (Neue Zürcher Zeitung) wandte ein, dass „diese bizarren Stories nicht nur Liebhaber gängiger Detektivliteratur befremden dürften, sondern auch moralisch schwer verdaulich sind. Denn die Geschichten um den melancholischen Detektiv Horne Fisher, dessen exzellent gelöste Fälle immer wieder durch eine korrupte Oberschicht vertuscht werden, seien nicht nur durch Chestertons Konvertierung zum Katholizismus geprägt, sondern ließen vor allem die Enttäuschung ihres patriotischen, einstmals liberalen Autors vom Ersten Weltkrieg erkennen.“ Für den Rezensenten zeigten auch die fremdenfeindlichen und antisemitischen Äußerungen des Protagonisten dann doch mehr den „‚platten Propagandisten‘ als den talentierten Autor.“
Judith von Sternburg (Frankfurter Rundschau) verzeichnet zwar ebenso die Deutschen- und judenfeindlichen Auslassungen des Aristokraten; sie „lässt sich aber von ihnen nicht die Freude an den Erzählungen verderben, die sie mit orientalischen Giften, Schreien in der Nacht und einem oft bizarren, aber patriotischen Ende unterhielten.“
Während nach Hugh Kenner im Werk Chestertons auf das „Sehen“, auf die „Bilder, die in den Geschichten stehen, nicht die Gedankengänge“ achten solle, sei in Der Mann, der zu viel wusste die Blindheit das eigentliche Thema, meint Elmar Schenkel, „das Wegsehen, Vertuschen und Täuschen, und deshalb wimmelt es hier von Phatomen und Halluzinationen als Formen der Verdrängung, deshalb ist der Detektiv auch keiner.“ Horne Fisher sei vielmehr „ein Gefangener seiner Werte“; daher könne man dieses Buch auch „als eine Studie über das Nichtsehen lesen, als Geschichten über die Blindheit in einer Gesellschaft, dargestellt von einem der scharfsinnigsten Vertreter, den ausgerechnet sein Wissen blendet“.
Alfred Hitchcock gelangte in den frühen 1930er-Jahren an die Filmrechte von The Man Who Knew Too Much, allerdings kam eine Verfilmung nie zu Stande. Ihm gefiel allerdings der Titel und da er die Rechte an diesem besaß, verwendete er ihn für den gleichnamigen Film von 1934 und das Remake von 1956.

### Der Antisemitismusvorwurf

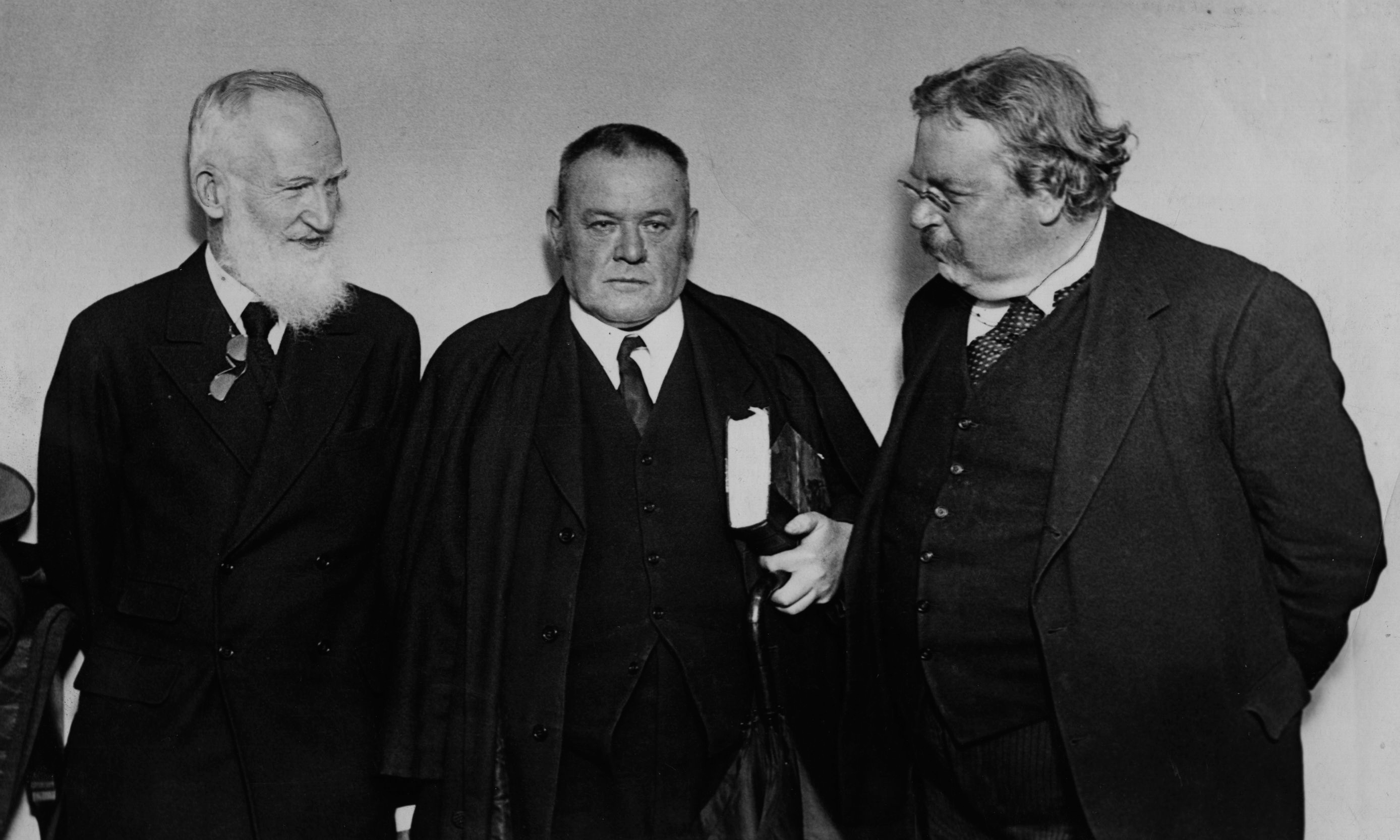
George Bernard Shaw, Hilaire Belloc und G.K Chesterton

Werner von Koppenfels merkt an, dass Horne Fisher „allzu sehr mit der kriminellen Oberschicht versippt“ sei; und die wiederum befinde sich nach Ansicht Chestertons „fest in der Hand des (jüdischen) Kapitals.“ Als Horne Fishers guter Freund, der Premierminister, „auf arg symbolische Weise den erpresserischen Finanzmagnaten Sir Isaac Hook aus der Welt schafft, verlangt die Staatsräson natürlich strenge Geheimhaltung. Dabei wird es dem Leser einigermassen schwergemacht, über die Tat und ihre Bereinigung nicht so etwas wie heimliche Genugtuung zu empfinden“. Für Elmar Schenkel kommt hinsichtlich der Judenfeindlichkeit als Vorbild für Horne Fisher Barings und Chestertons gemeinsamer Freund, der Roamcier und Journalist  Hilaire Belloc infrage, der großen Einfluss auf Chestertons antijüdischen Einlassungen hatte.
In zwei Episoden kommt es zu antijüdischen und antikapitalistischen Anschuldigungen; in Der bodenlose Brunnen, in dem ein Mord auf einem britischen Golfplatz im Orient geschieht, erklärt Fisher zum einen die Notwendigkeit, den wahren Täter zu verheimlichen, zum anderen „lässt er sich zu einer Tirade gegen die Feinde des Empires, Geldverleiher, »verdammte Juden« und »Yankee-Jüdinnen« hinreißen.“ In Der Narr der Familie nennt er den deutschen Magnaten Francis Verner (alias Franz Werner) einen „dreckigen Ausländer“. In keinem anderen fiktionalen Text, schrieb  Elmar Schenkel, „äußert sich Chesterton so explizit, so brutal offen, auch so plump wie hier.“ Der Antisemitismus sei bei Chesterton weniger beiläufig als bei Charles Dickens, H. G. Wells, Virginia Woolf oder T. S. Eliot. „Denn bei ihm bildet er einen Teil seiner Kritik an der Moderne; er verbindet mit dem Judentum Großkapital, Plutokratie und multinationale Korporationen und setzt sich für eine zionistische Lösung ein, da er die Juden als Fremdkörper in Europa betrachtet.“ „It's bad enough that a gang of infernal Jews should plant us here, where there's no earthy English interest to serve, ans all hell beating up against us, simply because Nosey Zimmern has lent money to half the Cabinet.“

## Bibliographische Angaben

### Editorischer Hinweis
Die Buchausgabe, die in den Vereinigten Staaten erschien, enthielt eine weitere Geschichte (ohne Bezug zu Horne Fisher), The Trees of Pride. Die Ausgabe für das Vereinigte Königreich wiederum umfasste drei weitere kurze Erzählungen, The Garden of Smoke, The Five of Swords und The Tower of Treason.

### Erstveröffentlichungen
- Die Zeitangaben beziehen sich auf die Veröffentlichung im Haper's Magazine.

- April 1920: The Face in the Target (vol. 140, April 1920, pp. 577–587)[19]
- August 1920: "II. The Vanishing Prince, A Story" (August 1920, pp. 320–330)[20]
- September 1920: "III. The Soul of the Schoolboy" (v. 141, Sept. 1920, pp. 512–521)[21]
- March 1921: "IV. The Bottomless Well" (v. 142, March 1921, pp. 504–514)[22]
- June 1921: "V. The Fad of the Fisherman" (June 1921, pp. 9–20)[23]
- October 1921: "VI. The Hole in the Wall" (v. 143, Oct. 1921, pp. 572–586)[24]
- May 1922: "VII. The Temple of Silence" (v. 144, May 1922, pp. 783–798)[25]
- June 1922: "The Vengeance of the Statue" (v. 145, June 1922, pp. 10–22)[26]

### Buchausgaben
Erstausgaben
- The Man Who Knew Too Much London: Cassell & Co. 1922.
- The Man Who Knew Too Much New York: Harper & Brothers 1922.

Deutschsprachige Ausgaben
- Der Mann der zuviel wußte, übersetzt von Clarisse Meitner. München, Musarion, 1925.
- Der Mann der zuviel wußte, übersetzt von Clarisse Meitner. Freiburg i. B.,Basel, Wien: Herder, 1960.
- Der Mann der zuviel wußte – Geschichten um einen Gentleman-Detektiv München, Zürich: Droemer/Knaur 1975. ISBN 978-3-426-00323-7.
- Der Mann, der zu viel wusste. Kriminalgeschichten. Manesse Verlag, Zürich 2011. Neuübersetzung von Renate Orth-Guttmann, ISBN 978-3-7175-2228-7).